# Giovanna Antonelli
Giovanna Antonelli Prado (Rio de Janeiro, Brazil - 18. ožujka 1976.) brazilska je glumica. Poznata je kao jedna od najljepših i najtalentiranijih mladih glumica iz Brazila.

## Životopis

### Privatni život
Giovanna Antonelli Prado rodila se je 18. ožujka 1976. godine u Rio de Janeiru u Brazilu. Kći je Hiltona Prada, također glumca, i plesačice Suely Antonelli. Ima starijeg brata Leonarda koji je odvjetnik.
U studenome 2005. godine u Rio de Janeiru rodila je svoje prvo dijete, sina Pietra čiji je otac Murilo Benício, glumac s kojim je Giovanna surađivala u telenoveli Klon.
8. listopada 2010. u Rio de Janeiru rodila je blizanke, Antôniju i Sofiju, čiji je otac Leonardo Nogueira.

### Karijera
Tijekom svoje karijere, Giovanna je ostvarila brojne značajne uloge u brazilskim telenovelama.
Godine 1994. glumila je TV seriji Tropicaliente, a u sljedećih šest godina sudjelovala je u TV serijama Tocaia Grande, Xica da Silva, Corpo Dourado, Força de Um Desejo, Você Decide, Malhação i Laços de Família.
Godine 2001. dobila je važnu ulogu u telenoveli Klon gdje je utjelovila Jade Rachid. 
Ostvarila je još brojne uloge u filmovima kao što su Avassaladoras, Maria, Mãe do Filho de Deus, A Cartomante, Caixa Dois, Budapest i Chico Xavier.

## Filmografija

### Televizijske uloge
| Godina        | Naslov                             | Uloga                          |
| ------------- | ---------------------------------- | ------------------------------ |
| 2009. – 2010. | Viver a Vida                       | Dora Vilela                    |
| 2008. – 2009. | Três Irmãs                         | Alma                           |
| 2008.         | Casos e Acasos                     | Jamile                         |
| 2007. – 2008. | Sete Pecados                       | Clarice                        |
| 2007.         | Amazônia: De Galvez a Chico Mendes | Delzuite                       |
| 2006.         | Minha Nada Mole Vida               | Bia                            |
| 2004.         | Da Cor do Pecado                   | Bárbara                        |
| 2003.         | A Casa das Sete Mulheres           | Ana da Silva / Anita Garibaldi |
| 2001.         | Klon                               | Jade Rachid                    |
| 2000.         | Laços de Família                   | Capitu                         |
| 1999. – 2000. | Malhação                           | Isa Pasqualete                 |
| 1999.         | Você Decide                        | -                              |
| 1999.         | Força de Um Desejo                 | Violeta                        |
| 1998.         | Corpo Dourado                      | Judy                           |
| 1996.         | Xica da Silva                      | Elvira                         |
| 1995.         | Tocaia Grande                      | Ressu                          |
| 1994.         | Tropicaliente                      | Benvinda                       |

### Filmske uloge
| Godina | Naslov                      | Uloga             |
| ------ | --------------------------- | ----------------- |
| 2010.  | Chico Xavier                | Cidália           |
| 2009.  | Budapest                    | Vanda             |
| 2007.  | Caixa Dois                  | Ângela            |
| 2004.  | A Cartomante                | Karen Albuquerque |
| 2003.  | Maria, Mãe do Filho de Deus | Maria             |
| 2002.  | Avassaladoras               | Laura             |
| 2000.  | Bossa Nova                  | Sharon            |